# South Whittier (Kalifornija)
South Whittier je naseljeno područje za statističke svrhe u američkoj saveznoj državi Kalifornija. Prema popisu stanovništva iz 2010. u njemu je živjelo 57.156 stanovnika.